# Andrew Shaw
Andrew J. Shaw é um ex-jogador de golfe profissional da Nova Zelândia, sete vezes campeão do Campeonato PGA da Nova Zelândia (1928, 1929, 1931–1934, 1946) e heptacampeão do Aberto da Nova Zelândia (1926, 1929–1932, 1934, 1936).